# Tim Hug
Pour les articles homonymes, voir Hug.
Tim Hug, né le 11 août 1987 à Soleure, est un coureur du combiné nordique suisse. Il a notamment remporté l'épreuve de coupe du monde de Tchaïkovski, en Russie, le 4 janvier 2014.

## Biographie

### Carrière
Tim Hug participe à sa première compétition organisée par la FIS, dans la catégorie juniors, en 2003. L’année suivante, il participe à ses premiers Championnats du monde junior de combiné nordique, réussissant une neuvième place dans l’épreuve par équipe, en compagnie de Guido Landert, Thomas Engel et Michael Hollenstein, ainsi que des 42e et 51e places dans les épreuves individuelles. L’année suivante, lors de ses deuxièmes Championnats du monde juniors, l’équipe de Suisse, composée de Hug, Landert, Matthias Lötscher et Felix Kläsi, décroche une nouvelle neuvième place dans l’épreuve par équipe. Hug finit également à la 18e place du sprint et à la 34e de l’individuelle. En 2006, Tim Hug connaît ses meilleurs mondiaux juniors, avec une 8e place par équipe (avec Tommy Schmid, Joel Bieri et Marco Gerber), la 25e place de l’individuelle et la 26e du sprint. Lors de ses ultimes mondiaux juniors en 2007, il décroche un nouveau 9e rang par équipe, avec Bieri, Schmid et Lars Grossen, ainsi que le 33e rang de l’individuelle et le 23e du sprint.
Il prend part à sa première épreuve de Coupe du monde pendant la saison 2008. Hug obtient son premier top 10 en Coupe du monde en janvier 2009 lors du relais de Schonach, en Allemagne, avec une neuvième place. Il est quatrième de la même épreuve l'année suivante.
Aux Jeux olympiques d'hiver de 2010, organisés à Turin en Italie, Tim Hug est neuvième du relais 4 × 5 kilomètres. En individuel, il se classe 35e de l'épreuve en tremplin normal et 33e de l'épreuve en grand tremplin. Hug participe également aux Championnats du monde de ski nordique en 2009, 2011 et 2013. Son meilleur résultat par équipe est une huitième place dans le relais 4 × 5 kilomètres en 2011 alors qu'en individuel, il est 30e dans l'épreuve du grand tremplin en 2009. Tim Hug est champion de Suisse en 2011, 2012 et 2013,.
Le 4 janvier 2014, à l'âge de 26 ans, Tim Hug monte pour la première fois sur le podium en Coupe du monde : dixième après le saut, il remporte l'épreuve de Tchaïkovski en Russie avec 5 s 7 d'avance sur l'Allemand Björn Kircheisen. Il s'agit de la première victoire suisse en Coupe du monde de combiné nordique depuis celle d'Hippolyt Kempf le 19 mars 1994. Aux Championnats du monde 2015 à Falun, il se retrouve quinzième sur la compétition individuelle avec grand tremplin.
En février 2017, il revient sur le podium trois ans après sur la Coupe du monde en finissant deuxième à Sapporo, derrière le favori local Akito Watabe. Ensuite, il enregistre ses meilleurs résultats individuels en championnat du monde à Lahti, se classant 14e et 15e. Au classement général final de la Coupe du monde, son rang est similaire avec une 16e place, soit le meilleur de sa carrière.
En 2018, il prend part aux Jeux olympiques de Pyeongchang (troisième participation), où il occupe les 27e et 24e positions en individuel.
À partir de l'été 2018 et en raison de manque de moyen financier, il est intégré à l'équipe de Norvège. Au terme de la saison, où il participe aux Championnats du monde à Seefeld il est évincé des cadres nationaux pour manque de progression et met un terme à sa carrière.

### Vie personnelle
Il suit des études dans le domaine des énergies renouvelables et des techniques environnementales.

## Palmarès

### Jeux olympiques
| Édition / Épreuve                | Gundersen      | Gundersen      | Par équipes |
| Édition / Épreuve                | Petit tremplin | Grand tremplin | Par équipes |
| -------------------------------- | -------------- | -------------- | ----------- |
| Jeux olympiques 2010 Vancouver   | 35e            | 33e            | 9e          |
| Jeux olympiques 2014 Sotchi      | 27e            | 24e            | -           |
| Jeux olympiques 2018 Pyeongchang | 27e            | 24e            | -           |

### Championnats du monde
| Édition / Épreuve                            | Gundersen              | Gundersen              | Départ en ligne 10 km            | Par équipes                      | Par équipes                      | Par équipes                      |
| Édition / Épreuve                            | Petit tremplin + 10 km | Grand tremplin + 10 km | Départ en ligne 10 km            | Petit tremplin                   | Grand tremplin                   | Sprint                           |
| -------------------------------------------- | ---------------------- | ---------------------- | -------------------------------- | -------------------------------- | -------------------------------- | -------------------------------- |
| Championnats du monde 2009 Liberec           | 41e                    | 30e                    | 39e                              | Épreuve inexistante à cette date | Épreuve inexistante à cette date | Épreuve inexistante à cette date |
| Championnats du monde 2011 Oslo              | —                      | 32e                    | Épreuve inexistante à cette date | —                                | 8e                               | Épreuve inexistante à cette date |
| Championnats du monde 2013 Val di Fiemme     | 39e                    | 33e                    | Épreuve inexistante à cette date | —                                | Épreuve inexistante à cette date | 12e                              |
| Championnats du monde 2015 Falun             | 27e                    | 15e                    | Épreuve inexistante à cette date | —                                | Épreuve inexistante à cette date | —                                |
| Championnats du monde 2017 Lahti             | 15e                    | 14e                    | Épreuve inexistante à cette date | —                                | Épreuve inexistante à cette date | —                                |
| Championnats du monde 2019 Innsbruck/Seefeld | 26e                    | 19e                    | Épreuve inexistante à cette date | —                                | Épreuve inexistante à cette date | —                                |

### Coupe du monde
- Meilleur classement général : 16e en 2017.
- 2 podiums : 1 victoire et 1 deuxième place.

| Saison / Épreuve | Gundersen   |
| ---------------- | ----------- |
| 2013-2014        | Tchaïkovski |

| Saison    | Classement général final | Points |
| --------- | ------------------------ | ------ |
| 2007-2008 | 56e                      | 29     |
| 2008-2009 | 45e                      | 66     |
| 2009-2010 | 41e                      | 64     |
| 2010-2011 | 37e                      | 44     |
| 2011-2012 | 43e                      | 39     |
| 2012-2013 | 43e                      | 35     |
| 2013-2014 | 21e                      | 248    |
| 2014-2015 | 32e                      | 112    |
| 2015-2016 | 23e                      | 158    |
| 2016-2017 | 16e                      | 357    |
| 2017-2018 | 38e                      | 75     |
| 2018-2019 | 43e                      | 48     |

### Coupe continentale / Coupe du monde B
- Meilleur classement général : 6e en 2008.
- 5 podiums individuels.